# Церковь Святых Бориса и Глеба (Вышгород)
Церковь Святых Бориса и Глеба в Вышгороде — первая церковь в Киевской Руси, освящённая в память святых Бориса и Глеба, ставшая также их мавзолеем-усыпальницей. Церковь была уничтожена после разорения Вышгорода в 1240 году войсками Монгольской империи, во главе с ханом Батыем.

## История
В письменных источниках упоминается ряд церковных сооружений, которые были возведены в Вышгороде во времена Киевской Руси. Согласно «житию Бориса и Глеба», возле этой церкви были погребены мощи святых: тело Бориса — в 1015 году, тело Глеба — в 1020 году.
В 1020 году на месте сгоревшего здесь Васильевского храма установили «клетъку малую», в которой разместили тела святых. Тогда же Ярослав Мудрый повелел построить новую, большую, деревянную пятикупольную церковь. После завершения строительства в нее были перенесены раки Бориса и Глеба, т. о. она стала первой церковью-мавзолеем, которая была построена в их честь.
Следующий храм возводился под руководством Ждан-Николы. В 1072 году состоялось его торжественное освящение, на котором присутствовали сыновья Ярослава Мудрого — Святослав, Изяслав и Всеволод. В том же году Святослав Ярославич начал строительство каменного храма в честь Бориса и Глеба. Но ко времени его смерти в 1076 году были завершены только стены. Окончательно строительство было завершено при Всеволоде Ярославиче, но после окончания работ верх храма обрушился; некоторое время храм оставался в таком состоянии. Его восстановление начал сын Святослава Олег. Отстройка была завершена лишь в 1115 году.
После разорения Вышгорода в 1240 году войсками хана Батыя исчезают любые упоминания о церкви. По некоторым данным, ее разобрали, а материал использовали для строительства костела св. Николая (сейчас Петропавловская церковь на Подоле) при монастыре доминиканцев в Киеве.

## Описание храма
По размерам церковь Бориса и Глеба можно было сравнить с Спасо-Преображенским собором в Чернигове и Софийским собором в Киеве. Это была крестово-купольная постройка с притвором и лестничной башней для подъема на хоры в северо-западной части. Церковь была вытянутой с запада на восток (42 м), и имела небольшую ширину (24 м). Размер подкупольного квадрата (сторона ~8 м) указывает на его значительный объем и на большую высоту храма. Это также подтверждают глубокие (2,5 м) и широкие (2,4 м в нижней части, 1,5—1,8 м в верхней) фундаменты. Стены были выложены из кирпича в технике кладки «со скрытым рядом», с включением рядов камней.
Снаружи фасад храма был украшен арочными нишами, а крыша была покрыта свинцом. Изнутри стены были расписаны фресками, а пол покрыт поливной плиткой.

## Археологические раскопки
Первые исследования остатков древнего храма были проведены в 1820-х годах. Следующие небольшие исследования были проведены перед закладкой фундамента новой церкви в 1860 году. В 1874 году, во время работы III Археологического съезда в Киеве, вновь проводились раскопки фундамента под руководством Алексея Уварова.
Последующие археологические раскопки храма проводил Институт археологии АН УССР в 1936-1937 годах. Они показали, что это была монументальная постройка — восьмистолбовая трехнефная церковь, одна из крупнейших в Киевской Руси. Ее площадь составляла 924 м². Однако составить первый полный план строения удалось лишь в 1952 году, это сделала археологическая экспедиция Института истории материальной культуры под руководством Михаила Каргера.